# La Grande-Verrière
La Grande-Verrière est une commune française située dans le département de Saône-et-Loire, en région Bourgogne-Franche-Comté.

## Géographie
Blottie au fond d'une vallée, que dominent de toutes parts, de hautes montagnes, près de la rive gauche du Méchet, que l'on franchit sur un pont à trois arches, construit en 1851. Ce village est un des plus anciens du Morvan et tire son nom des usines que l'on y remarquait autrefois, et son surnom d'un vieux château fort qui couronnait des rochers à l'aspect curieux, connus sous le nom de Roches de Glaine. Le sol est accidenté et maigre. Il y existe une mine de plomb argentifère et une mine de fer et des indices de houilles aux Trois-Cheminées.
La plus grande commune du canton, elle renferme plusieurs hameaux. Au nord-ouest s'étendent de vastes et profondes forêts, lieux sauvages par excellence. Elles forment une masse compacte de plusieurs milliers d'hectares, propriétés autrefois partagées par les seigneurs de Glaine, de Roussillon, de la Tournelle, l'abbesse de l'abbaye Saint-Andoche d'Autun, l'abbé de l'abbaye de Saint-Martin d'Autun, etc. Elles s'étendent sur les communes de Verrière, de Roussillon, de La Celle, d'Arleuf, de Glux et de Saint-Prix, sur Faulin, La Ranche, La Buisseraie, Le Grand Mizieux, le Turreau, la Grande-Vente, la Grande et Petite-Chassagne, la Bretache, le Reuil, Glaine, La Grande-Goulaine, formant 1 640 hectares. Verrière en possède à elle 1 119 hectares.
Les limites reconnues en 1670 sont la rivière de la Maison de Bourgogne, la fontaine de la Chazotte, celle de Montchauveau, dans laquelle était une borne séparant la Bourgogne du Nivernais ; le chemin de Toulon à Château-Chinon, le hameau du Poirier au Chien, le Bois des Jours, le chemin traversant le village de Léchenault, la Fontaine Morte, le ruisseau de Bize, les fontaines du Clouzeau, de Moncelle, le passage du port des Lamberts, le ruisseau de la fontaine d'Yonne, le fossé du Mitay, l'arbre de la Révote, le ruisseau et la fontaine du Pré-Parny, le Pré de la Boiche, le Pré Monge, la planche de Crézanton, la rivière de Canche, jusqu'aux battoirs des Pierres et des Brabeaux.
Sur le territoire de la commune est partiellement implantée une forêt domaniale : la forêt de Glenne d'une superficie totale de 439,10 ha, qui mêle conifères et feuillus.

### Géologie
La commune repose sur le gisement de schiste bitumineux d'Autun daté de l'Autunien (−299 et −282 millions d'années),.

### Climat
Pour des articles plus généraux, voir Climat de la Bourgogne-Franche-Comté et Climat de Saône-et-Loire.
En 2010, le climat de la commune est de type climat de montagne, selon une étude du Centre national de la recherche scientifique s'appuyant sur une série de données couvrant la période 1971-2000. En 2020, Météo-France publie une typologie des climats de la France métropolitaine dans laquelle la commune est exposée à un climat océanique altéré et est dans la région climatique Lorraine, plateau de Langres, Morvan, caractérisée par un hiver rude (1,5 °C), des vents modérés et des brouillards fréquents en automne et hiver.
Pour la période 1971-2000, la température annuelle moyenne est de 10,1 °C, avec une amplitude thermique annuelle de 16,1 °C. Le cumul annuel moyen de précipitations est de 1 149 mm, avec 13,4 jours de précipitations en janvier et 8,2 jours en juillet. Pour la période 1991-2020, la température moyenne annuelle observée sur la station météorologique de Météo-France la plus proche, « Autun », sur la commune d'Autun à 12 km à vol d'oiseau, est de 10,7 °C et le cumul annuel moyen de précipitations est de 857,2 mm. 
La température maximale relevée sur cette station est de 40 °C, atteinte le 12 août 2003 ; la température minimale est de −18,3 °C, atteinte le 20 décembre 2009,,.
Les paramètres climatiques de la commune ont été estimés pour le milieu du siècle (2041-2070) selon différents scénarios d'émission de gaz à effet de serre à partir des nouvelles projections climatiques de référence DRIAS-2020. Ils sont consultables sur un site dédié publié par Météo-France en novembre 2022.

## Urbanisme

### Typologie
Au 1er janvier 2024, La Grande-Verrière est catégorisée commune rurale à habitat très dispersé, selon la nouvelle grille communale de densité à sept niveaux définie par l'Insee en 2022.
Elle est située hors unité urbaine. Par ailleurs la commune fait partie de l'aire d'attraction d'Autun, dont elle est une commune de la couronne,. Cette aire, qui regroupe 42 communes, est catégorisée dans les aires de moins de 50 000 habitants,.

### Occupation des sols
L'occupation des sols de la commune, telle qu'elle ressort de la base de données européenne d’occupation biophysique des sols Corine Land Cover (CLC), est marquée par l'importance des forêts et milieux semi-naturels (56,4 % en 2018), une proportion sensiblement équivalente à celle de 1990 (56,3 %). La répartition détaillée en 2018 est la suivante : forêts (56,4 %), prairies (38,3 %), zones agricoles hétérogènes (4,5 %), terres arables (0,8 %). L'évolution de l’occupation des sols de la commune et de ses infrastructures peut être observée sur les différentes représentations cartographiques du territoire : la carte de Cassini (XVIIIe siècle), la carte d'état-major (1820-1866) et les cartes ou photos aériennes de l'IGN pour la période actuelle (1950 à aujourd'hui).

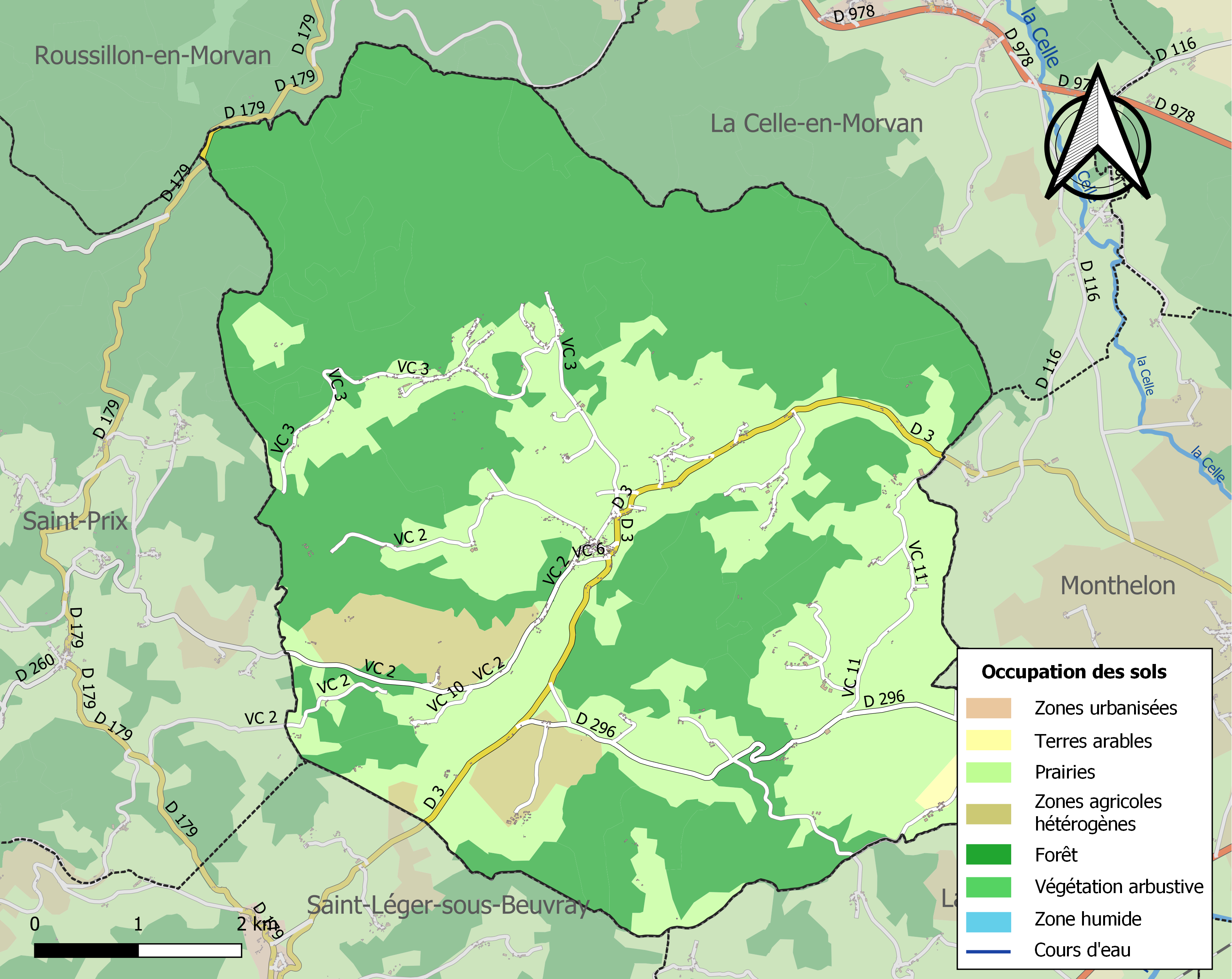
Carte des infrastructures et de l'occupation des sols de la commune en 2018 (CLC).

## Hydrographie
- Le Méchet.
- Le Bos, qui descend à l'étang de Poissons.
- Le ruisseau de la Maison de Bourgogne.
- L'Arroux, surnommée la Goulaine, depuis la rivière de Bouhin jusqu'aux roches de La Perrière.

## Les hameaux
Le Buisson ; Champ Martin ; la Mazille ; Sirop, est indiqué sur la carte de Cassini (XVIIIe siècle), à mi-chemin entre Crot-au-Meunier et Velleret. Un Claude de Sirop est seigneur du Crot au Meunier en 1579 ; Sirou, écart ; l'Oche à la Maison ; le Poirier au Chien ; Léchenault ; Méchet.

## Archéologie
L'abbé Baudiau mentionne que des médailles romaines furent découvertes à proximité du château de Glaine dont de Balbin. Roland Niaux écrit que des fouilles furent réalisées à la villa des Buissons, pendant l'hiver de 1847, sous la direction de Desplaces de Charmasse. Y furent trouvées des mosaïques, des morceaux de marbres précieux et du verre de couleur. Cette riche villa gallo-romaine est située sur le bord d'une voie secondaire antique, délimitant les communes et reliant la voie Autun-Bibracte à hauteur du hameau de Méchet. On trouve tout le long de cette voie de nombreux vestiges de cette époque gallo-romaine : au Champ Marin, les vestiges d'une villa gallo-romaine, une autre à la Mazille, à Saint-Léger-sous-Beuvray, la Chazotte, Montmoret, les Monas et les carrières de la Roche-au-Loup, les Fosses (près des Dués) et de Brunesois.

## Histoire
Autrefois Verrières-sous-Glaine (Vitriaria villa, Vitriarix, Verrerix, Ecclesiam Verreria), cette paroisse qui dépendait de l'archiprêtré d'Autun, avant la Révolution, remonte au moins au IXe siècle. Charles le Chauve, à la prière de Boson, maire du palais, l'a donnée en 877, à la ville de Verrières. Au temps de la féodalité, le village de Verrières était le siège d'une puissante châtellenie, dont le ressort s'étendait, sur toute la paroisse et sur celles de Saint-Léger-sous-Beuvray, de Saint-Prix, de Glux, de La Comelle, d'Etang, de Laisy, pour les parties situées en deçà de l'Arroux. Haute, moyenne et basse justice s'exerçait au chef-lieu par un châtelain, un procureur du roi, ou un greffier, jugeant sur toutes sortes de causes, même de mutilations ou de mort, sauf appel. Personne à l'exception des vassaux, qui en avaient reçu pouvoir et permission ne pouvait chasser dans les forêts du seigneur, sous peine de se voir affliger une amende arbitraire. De même pour la pêche. Il lui était dû un péage sur les chemins à Leschenault, à la Croix-de-Rebourg, à Montchaumey, aux Chaizes, à Verrières, à Saint-Léger-sous-Beuvray, à la Comelle, ainsi qu'à La Fontaine-de-la-Mer, ou Chazelles ; des droits sur les animaux amenés aux deux foires de Verrières et celle de Saint-Léger ; le droit d'indire dans les quatre cas ordinaires, de banvin pendant le mois d'août. Interdiction était faite aux justiciables de s'assembler au son de la cloche et de jeter des impôts sur eux-mêmes, sans la permission du seigneur sous peine d'amende arbitraire, tout comme de tuer, abattre aucune bête pour la boucherie, sans qu'elle fût visitée au préalable, par les officiers du seigneur ; la langue lui était due, à peine de 65 sous pour les contrevenants. Le château de cette antique seigneurie occupait la pointe des rochers qui s'élèvent à l'ouest de Verrières.
En 1328, Guillaume de Montholon, fait aveu et dénombrement à l'abbé de l'abbaye de Saint-Martin d'Autun, pour différentes possessions à Sommant, Verrières, Reclesne et Tavernay.

### Foires et marchés
Deux foires se tenaient à Verrières, l’une dite de Sainte-Claire, le 10 février et l'autre à la Saint-Marc le 26 avril, avec louage de domestiques la veille. Aujourd'hui, une grande brocante et marché artisanal a lieu les 1er et 2 août, place de la Mairie.

## Église
Dédiée à saint Martin, cette chapelle était autrefois la propriété de l'archiprêtré d'Autun et fut remise à l'abbé Badillon, de l'abbaye de Saint-Martin d'Autun, à la demande de Boson, maire du palais, par Charles le Chauve, en 877. Acte confirmé par le roi Raoul, en 924 et par la bulle Ecclesiam Verreria du pape Alexandre III, réfugié en France en avril 1164. Elle est aujourd'hui église paroissiale. Le 21 septembre 1250, Anselle de Pommare, ou Anselin de Pomard, évêque d'Autun donne la collation de la cure au chapitre de sa cathédrale en augmentation des distributions qui se faisaient pour l'assistance au chœur.
L'église, romane, entourée du cimetière, est un édifice de deux époques, assez quelconque. La nef à un clocher à tour carrée, bâtie sur le portail de l'ouest sont du XIIe siècle, le chœur fut reconstruit au XVe siècle, est flanqué de deux petites chapelles, dont l'une fut élevée en 1584, par Jean de Chaulmoy, notaire et tabellion royal, auquel le curé Pierre Bailly et les paroissiens permirent « de rompre et pertuiser la muraille du chanseault, du côté de la maison de Jehan Garnier, notaire et praticien d'Autun », pour en former, l'ouverture. Le pieux notaire y fonda en même temps, le vendredi de chaque semaine, « sans pouvoir changer le jour », une messe perpétuelle, au moyen d'une rente de deux écus, payable à la Saint-Jean-Baptiste et l'autre à Noël. L'autre au sud, fut bâtie par la famille de Lagoutte. Sur la paroi du mur septentrional du chœur, on lisait une inscription en caractères gothique rappelant une fondation.
Il existait à La Grande-Verrière un droit singulier, connu sous le nom de « dîme de la marguillerie », que Sébastien de Lagoutte et Jeanne de Chevigny, son épouse, affermèrent, comme leur appartenant de temps immémorial, en 1708 à Jean Quinton, laboureur à Chemardin, pour une durée d'un an, moyennant 29 mesures de seigle, à la mesure de Glaine, c'est-à-dire 42 livres, rendues en leur maison de Verrières à la Saint-Martin. Cette église trop petite fut démolie et remplacée au même endroit, par une autre plus grande de style néo-gothique, en 1866-1868. Elle fut consacrée le 28 août 1892. Le 7 novembre 2007 eut lieu l'inauguration du nouveau clocher. En face est érigé un vieux calvaire en granit, probablement celui de l'ancien cimetière qui entourait l'ancienne l'église.
Dans le cimetière qui entourait l'église se trouvait une tombe du XIIIe siècle sculptée en demi-relief, représentant un personnage qui était connu sous le nom de le Golmis (de Gorris ?), que l'on disait provenir de la chapelle de Glenne.
Il y avait jadis à Verrière une chapelle rurale de Saint-Hilaire, située à 600 mètres à l'est du Bourg au lieu-dit la poêle Saint-Hilaire et l'autre de Sainte-Croix, dans le bois près du château de Glaine. Le peuple y allait en grande dévotion. La fontaine et la chapelle Sainte-Croix faisaient encore l'objet de la dévotion des villageois des environs au XIXe siècle.

### Œuvres d'art
- Saint-Marguerite foulant le dragon, XVe siècle, statue en pierre[23].
- Saint-Claude, évêque, statue en pierre par Jean de la Huerta (1413-vers 1462), offerte par Mme Lagoutte en 1966 au musée Rolin[24].

### Liste des curés
- Jehan Goltdot et son neveu Chambellan, prêtre de l'église d'Autun.
- Bailly, 1584.
- Parise, 1664.
- Laffon, 1668.
- Bailly, 1677.
- de Marcenay, 1681.
- Pidey, 1696.
- Rolet, 1705.
- Bouclard, 1708.
- Valletat, 1710.
- Brossard, 1736.
- Patin, 1755.
- Boucheret, 1791.

## Vie locale

### École
La maison d'école a été bâtie en 1862.

### Culte
La Grande-Verrière relève de la paroisse Sainte-Jeanne-de-Chantal, paroisse du diocèse d'Autun qui a son siège à Étang-sur-Arroux et qui regroupe seize villages.

## Politique et administration
| Période                                  | Période       | Identité               | Étiquette | Qualité                                                            |
| ---------------------------------------- | ------------- | ---------------------- | --------- | ------------------------------------------------------------------ |
| mars 1983                                | 18 avril 2001 | Christian Montcharmont |           |                                                                    |
| 18 avril 2001                            | mars 2008     | ?                      |           |                                                                    |
| mars 2008                                | en cours      | Marie-Claude Barnay    | ex-PS     | Conseillère départementale présidente de la communauté de communes |
| Les données manquantes sont à compléter. |               |                        |           |                                                                    |

## Démographie
L'évolution du nombre d'habitants est connue à travers les recensements de la population effectués dans la commune depuis 1793. Pour les communes de moins de 10 000 habitants, une enquête de recensement portant sur toute la population est réalisée tous les cinq ans, les populations de référence des années intermédiaires étant quant à elles estimées par interpolation ou extrapolation. Pour la commune, le premier recensement exhaustif entrant dans le cadre du nouveau dispositif a été réalisé en 2007.

En 2022, la commune comptait 550 habitants, en évolution de −0,18 % par rapport à 2016 (Saône-et-Loire : −1,06 %, France hors Mayotte : +2,11 %).
| 1793 | 1800  | 1806  | 1821  | 1831  | 1836  | 1841  | 1846  | 1851  |
| ---- | ----- | ----- | ----- | ----- | ----- | ----- | ----- | ----- |
| 953  | 1 177 | 1 169 | 1 227 | 1 289 | 1 622 | 1 805 | 1 806 | 1 779 |

| 1856  | 1861  | 1866  | 1872  | 1876  | 1881  | 1886  | 1891  | 1896  |
| ----- | ----- | ----- | ----- | ----- | ----- | ----- | ----- | ----- |
| 1 783 | 1 828 | 1 800 | 1 887 | 1 927 | 1 952 | 1 991 | 1 997 | 1 996 |

| 1901  | 1906  | 1911  | 1921  | 1926  | 1931  | 1936  | 1946 | 1954 |
| ----- | ----- | ----- | ----- | ----- | ----- | ----- | ---- | ---- |
| 1 963 | 1 842 | 1 788 | 1 404 | 1 286 | 1 268 | 1 175 | 989  | 834  |

| 1962 | 1968 | 1975 | 1982 | 1990 | 1999 | 2006 | 2007 | 2012 |
| ---- | ---- | ---- | ---- | ---- | ---- | ---- | ---- | ---- |
| 778  | 698  | 615  | 563  | 582  | 570  | 545  | 541  | 533  |

| 2017 | 2022 | - | - | - | - | - | - | - |
| ---- | ---- | - | - | - | - | - | - | - |
| 563  | 550  | - | - | - | - | - | - | - |

## Lieux et monuments

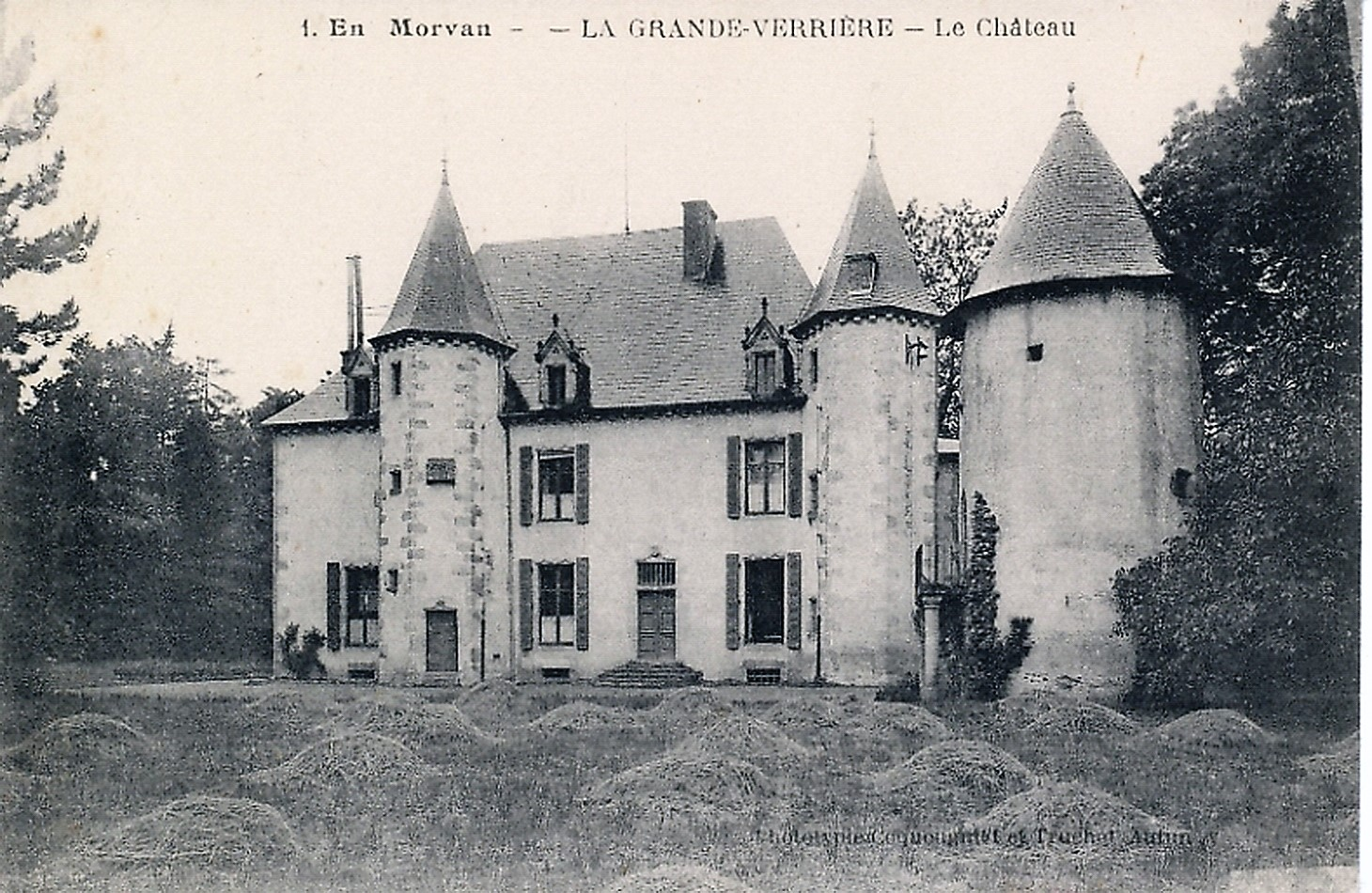
Château du Vouchot.

- Le château de Savilly, propriété de la famille Desplaces de Charmasse.
- Le château de Vautheau, ancienne maison forte.

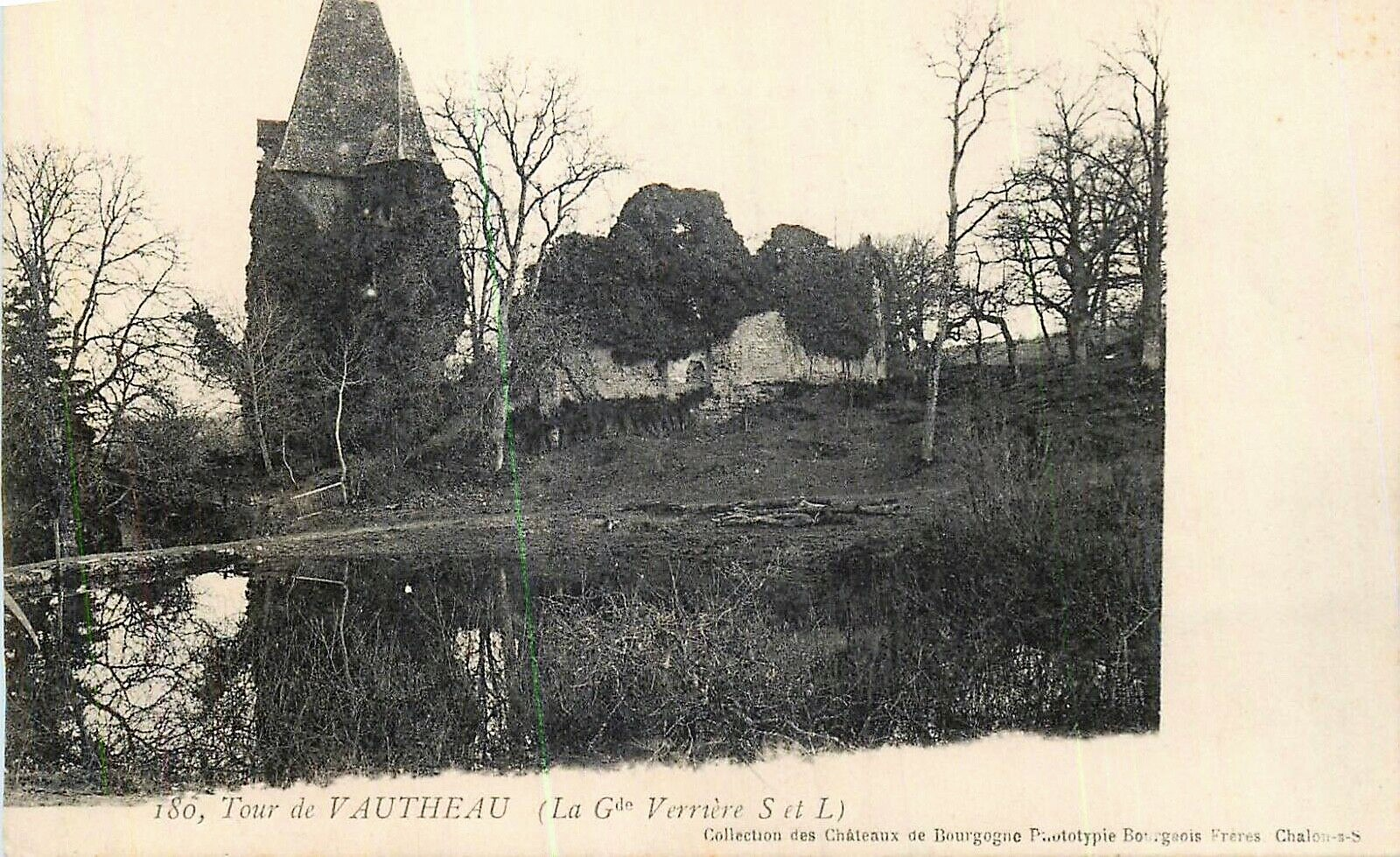
Château de Vautheau.

- Le château du Vouchot ou château de Verrière, près de l'église, au nord, avec deux tours hexagones sur la façade et deux rondes détachées. Son portail est inscrit au titre des monuments historiques[29].
- Le manoir au hameau de Pouriot.
- Le château de Bouton, en 1670, à Charlotte de Gorris, veuve de Philibert de Lagoutte, reconstruit en 1832[30].
- L'ancien manoir, dans le bourg.
- Le château de Glaine, dit château des Roches de Glenne.

## Personnalités liées à la commune
- Hugues de Ternan, chevalier qui donne une vigne au Val Bertrand près Verrière à l'abbaye de Saint-Martin d'Autun.
- François Ranulphe, marquis de Montmorillon (1870-1948), officier de cavalerie et romancier régionaliste.

## Pour approfondir
- Ressources relatives à la géographie :   - Insee (communes)
  - Ldh/EHESS/Cassini
- Ressource relative à plusieurs domaines :   - Annuaire du service public français